# Mariona Rebull
Mariona Rebull es una obra del escritor español Ignacio Agustí publicada en 1943. Pertenece a su más famosa saga La ceniza fue árbol, publicada entre 1942 y 1972 y que narra los últimos años de la Segunda República. La serie está compuesta por otros cuatro volúmenes: El viudo de Rius, Desiderio, Diecinueve de julio y Guerra Civil. Esta novela fue incluida en la lista de las 100 mejores novelas en español del siglo XX del periódico español «El Mundo».
La obra fue llevada al cine en 1947 bajo el mismo título y estuvo dirigida y adaptada por José Luis Sáenz de Heredia.
La trama de esta novela gira en torno al fracaso matrimonial entre Mariona y Joaquín Rius, quien sólo se casó para mejorar su posición social. Mariona quedará enamorada de Ernesto Villar. En esta obra se mezclan los celos y el retrato de los ambientes burgueses de Barcelona. 
La novela fue adaptada también a la televisión en 1976 bajo el título de La saga de los Rius.
Sobre 1960 fue representada en TVE por María José Alfonso en el papel de Mariona.